# Sebastián Athié
Sebastián Athié Querétaro, (n. 26 iulie 1995 – d. 4 iulie 2020) a fost un actor și cântăreț mexican. A devenit cunoscut pe larg când a jucat în telenovela Disney Channel, numită Unsprezece.

## Biografie
Născut în Querétaro, Mexic, Athié și-a început cariera în telenovela La Rosa de Guadalupe, unde a cântat. După ce a participat la telenovelă, a devenit cunoscut când a jucat în telenovela argentiniană adresată publicului adolescent O11CE (Unsprezece), prezentat de Disney XD, unde a interpretat personajul Lorenzo Guevara în 180 de episoade. În 2018, împreună cu Daniel Patiño și Paulina Vetrano, a lansat melodia și videoclipul „Juega con el corazón!" În 2019, a lansat single-ul ,,Enlouqueciendo".